# Gaillardia aristata
Pour les articles homonymes, voir Gaillardia et Aristata.
Espèce
Gaillardia aristata est une espèce de plantes à fleurs de la famille des Astéracées.